# Titularbistum Sita
Sita ist ein Titularbistum der römisch-katholischen Kirche.
Es geht zurück auf ein früheres Bistum gleichen Namens. Sitz  war die antike Stadt Sita in der römischen Provinz Mauretania Caesariensis, bzw. in der Spätantike Mauretania Sitifensis  im heutigen nördlichen Algerien.
| Titularbischöfe von Sita |                              |                                                                     |                    |                   |
| Nr.                      | Name                         | Amt                                                                 | von                | bis               |
| 1                        | Christian Hermann Winkelmann | Weihbischof in Saint Louis (Missouri) (USA)                         | 13. September 1933 | 27. Dezember 1939 |
| 2                        | Henry Joseph O’Brien         | Weihbischof in Hartford (Connecticut) (USA)                         | 19. März 1940      | 7. April 1945     |
| 3                        | Daniel Joseph Feeney         | Weihbischof in Portland Koadjutorbischof von Portland (Maine) (USA) | 22. Juni 1946      | 9. September 1955 |
| 4                        | Alexander Carter             | Koadjutorbischof von Sault Sainte Marie (Kanada)                    | 10. Dezember 1956  | 22. November 1958 |
| 5                        | Angelo Zambarbieri           | Koadjutorbischof von Guastalla (Italien)                            | 12. März 1959      | 6. Mai 1960       |
| 6                        | James Ward                   | Weihbischof in Glasgow (Vereinigtes Königreich)                     | 2. Juli 1960       | 21. Oktober 1973  |
| 7                        | Enrique Alvear Urrutia       | Weihbischof in Santiago de Chile (Chile)                            | 9. Februar 1974    | 29. April 1982    |
| 8                        | José Palmeira Lessa          | Weihbischof in São Sebastião do Rio de Janeiro (Brasilien)          | 21. Juni 1982      | 30. Oktober 1987  |
| 9                        | Moacyr José Vitti CSS        | Weihbischof in Curitiba (Brasilien)                                 | 12. November 1987  | 15. Mai 2002      |
| 10                       | Štefan Sečka                 | Weihbischof in Spiš (Slowakei)                                      | 28. Juni 2002      | 4. August 2011    |
| 11                       | Joaquim Wladimir Lopes Dias  | Weihbischof in Vitória (Brasilien)                                  | 21. Dezember 2011  | 4. März 2015      |
| 12                       | Udo Markus Bentz             | Weihbischof in Mainz (Deutschland)                                  | 15. Juli 2015      | 9. Dezember 2023  |
| 13                       | Paul Dempsey                 | Weihbischof in Dublin (Irland)                                      | 10. April 2024     |                   |